# 양읍공주
양읍공주 유씨(陽邑公主 劉氏, ? ~ ?)는 전한 후기의 공주이다. 누구의 딸인지는 기록이 없고, 박성후 장건의 아내였다는 사실만 확인된다.
장건은 양읍공주의 곁에서 계집종과 간통하였고, 또 자주 술주정으로 양읍공주에게 폭언을 일삼아, 작위가 박탈되었다.

## 출전
- 반고, 《한서》 권18 경무소선원성공신표